# Eutrope Lambert
Jacques-Eutrope Lambert, dit Eutrope Lambert, né le 1er juillet 1842 à Jarnac où il est mort le 2 juin 1910, est un poète et journaliste français.

## Biographie
Ses premières poésies, Feuilles de rose (1864) et Les Étapes du cœur (1886), sont remplies de passion brûlante, de vie ardente et jeune. Applaudies par Victor Hugo, bien accueillies par la critique, elles méritèrent les louanges de Jules Janin, un des juges les plus influents de l'époque.
Commis-négociant, métier qui le fait vivre, il épouse Marie Arnal le 21 août 1866, et se mêle alors à la vie municipale de Jarnac, où il occupe des fonctions dans la plupart des sociétés locales.
Le 1er janvier 1882, il fonde l'Écho de Jarnac, journal hebdomadaire illustré où toute la vie de la cité est racontée sous sa plume, de façon humoristique; on trouve aussi dans ce journal ses chroniques signées Eubert Maleport, ainsi que sa longue étude sur son ami Burgaud des Marets. Il collabore à plusieurs revues littéraires, dont Le Bulletin de l'Académie des poètes de Paris, Académie dont il est membre.
Tout au long de sa vie, il reçoit des courriers d'encouragements et de félicitations, outre de Victor Hugo, de Sully Prudhomme, Ernest Renan, Alexandre Dumas père et Alexandre Dumas fils, Marie d'Agoult, Alfred Maury, et bien d'autres.
Très éprouvé par la mort de sa fille Marie-Aline dans sa vingtième année, le 9 mai 1887, et souffrant d'une mauvaise santé, il meurt brusquement d'une embolie le 2 juin 1910.

## Œuvres
- Feuilles de rose, poésies, 1864
- Marie de Valsayre, Auguste Herissen, Évreux, 1865, étude biographique consacrée à Marie-Rose Astié de Valsayre
- Les Étapes du cœur, poésies, 1866
- Les Enfantines, poésies, 1876
- Dernière Jonchée, poésies, 1880
- Douze sonnets, poésies, 1885
- Maria mia, poème, 1887
- Poésies, rimes retrouvées, les anniversaires, 1897